# Inkhundla Mtsambama
L'Inkhundla Mtsambama è uno dei quattordici tinkhundla del distretto di Shiselweni, nell'eSwatini.

## Geografia antropica

### Suddivisioni amministrative
L'Inkhundla è suddiviso nei 4 seguenti imiphakatsi: Bhanganoma, Ekwendzeni, Kambhoke, Magele.